# Petr Osolsobě
Petr Osolsobě (* 18. května 1962 Brno) je český vysokoškolský pedagog, estetik a filozof.

## Biografie
Je synem dramaturga, překladatele muzikálů a sémiotika Iva Osolsobě. Vystudoval bohemistiku a historii na filosofické fakultě (1981–1987) v Brně. Studia uzavřel tezí O pojmu rekurzivity se stálým zřetelem k Vladimíru Holanovi. V té době působil jako herec a režisér divadla Husa na provázku v inscenacích Bramborový den, Karamazovci, Obchod s chlebem a Hra na indiány. 
Spoluzakládal Divadlo TAK TAK (Lyrické agrese, 1980–81), a po jeho zákazu Ochotnický kroužek, v němž s přáteli uvedl inscenaci Kafkova románu "Amerika" (1985), první divadelní uvedení díla Franze Kafky, který se stal po roce 1968 zakázaným autorem. Podílel se na rockovém kabaretu skupiny Podchodem vchod (1983–1988). Patřil k aktérům Listopadu 89 na Filozofické fakultě v Brně.
Na své alma mater získal titul PhDr. v oboru čeština (1988). Od roku 1990 byl pedagogem Ústavu hudební vědy, od 2005 je vedoucím obnoveného Semináře estetiky. Vědecký titul Ph.D. obhájil na Univerzitě Karlově prací Kierkegaardova reflexe Aristotelovy Poetiky.  Habilitoval se na MU pro obor filosofie spisem Mimesis a ctnost, který později vyšel knižně jako Umění a ctnost.
Vyučuje dějiny estetiky, českou estetiku a kursy o evropské kultuře. Jeho názory na umění nejsou relativistické: kvalitní dílo lze poznat z výskytu různých vlastností jako jsou jednota v rozmanitosti, gradace, kontrast, číselná harmonie, analogie, podobnost, sebepodobnost, proporční soulad aj., a podle kritérií na stavbu děje, zobrazení povah, vyjádření myšlenkového obsahu, stavbu a krásu jazyka a mnoha dalších, což ukazuje na dílech domácí i evropské literární, hudební a divadelní tradice.
Cílem umění je kultivace lidské přirozenosti, "božnost" (Fr. Palacký), ne její degradace pseudouměním "nečistým a zlořečeným" (K. Čapek: Život a dílo skladatele Foltýna). Osolsobě argumentuje, že krajně nominalistické směry v současné teorii umění jsou namnoze klamavá sofismata a shluky slov bez myšlenkové hodnoty, otevírající cestu dalšímu rozpadu hodnot a rozmělnění duchovního života lidské společnosti.
V letech 1994–5 působil jako lektor češtiny na Benátské univerzitě – Ca' Foscari.
Od roku 2002 je činný i na divadelní fakultě Janáčkovy akademie múzických umění, kde mu byla 2008 udělena řádná profesura. Vede kursy: Estetika divadla a dramatu, Kořeny evropské kultury a přednáškový cyklus o Shakespearových hrách. Od roku 2004 byl také členem její umělecké rady, z této funkce však v roce 2018 odstoupil, jelikož mu vadila její mlčenlivost ve věci uvedení kontroverzní hry Olivera Frljiće, která cíleně hanobila křesťanství.  Na Masarykově univerzitě koná hojně navštěvované semestrální přednášky z děl  Aristotela, Augustina, Danta, Shakespeara, Kierkegaarda a G. K. Chestertona, v nichž hledá vztahy mezi morální filosofií a uměleckou tvorbou, čili filosofii umění. Publikoval několik původních studií o Shakespearově náboženství a o jeho vazbách na jezuity Edmunda Campiona a Roberta Southwella.
Konvertoval, je praktikující katolík. 
V roce 2009 mu byla udělena medaile za zásluhy o rozvoj Masarykovy univerzity, v roce 2015 ocenění pro vynikající pedagogy MU.
V roce 2011 ho deník Mladá fronta DNES zařadil mezi 100 nejvýznamnějších Brňanů. V roce 2015 získal Cenu rektora pro vynikajícího pedagoga Masarykovy univerzity za filozofickou fakultu.

## Dílo (výběr)
- Mimesis a ctnost. K teorii umělecké reprezentace. Brno: Barrister a Principal 2013
- Kierkegaard o estetice divadla a dramatu. Brno: Centrum pro studium demokracie a kultury 2007
- "The Classical Tradition of the Ethics of Virtue in Shakespeare's Hamlet." In Care of the Soul, Quest for Virtue:Essays in Search of Our European Spiritual Heritage, Petr Osolsobě, Martin Cajthaml (eds.). Brno: CDK, 2008. s. 75–84, 10 s. ISBN 978-80-7325-139-0.
- "Josef Šafařík a otázka herectví a charakteru". In Setkání v mezidveří kulis a smrti, David Drozd (ed.). Brno: JAMU, 2008. s. 50–60, 11 s. ISBN 978-80-86928-32-6.
- "Několik srovnání Samuela Becketta a Dantem Alighierim: reprezentace lidské přirozenosti a očistce". SPFFMU, 2008, roč. 2007, V 10, s. 47–55. ISSN 1211-6335.
- "Sir Thomas More: Less collaborative, more Shakespearean" in Pavel Drábek, Klára Kolinská and Matthew Nicholls, eds. Shakespeare and His Collaborators over the Centuries. Newcastle upon Tyne: Cambridge Scholars Press, 2008, s. 67–75.
- "Několik srovnání Samuela Becketta s Dantem Alighierim: reprezentace lidské přirozenosti a očistce" In: Studia minora facultatis philosophicae universitatis brunensis, V 10, 2007, Brno, MU, 2008, s. 47–55.
- "Hamletova řeč k hercům v perspektivě jezuitského didaktického divadla" In: Ad honorem Bořivoj Srba. Brno, JAMU 2006, s. 89–97.
- "Filozofická estetika a teleologie" In: Universitas, Brno, Masarykova univerzita 2005, č. 3, s. 3–10.
- "Estetické univerzálie podle Aristotela" In: Estetika 2004, č. 1–2, s. 7–22).

## Překlady
- Eseje Samuela Becketta, Company (z angličtiny)
- Kulturní a duchovní kořeny Evropy (z italštiny)
- Estetika svatého Augustina a její zdroje (z francouzštiny)[3]